# ドクベニタケ
ドクベニタケ（毒紅茸、学名: Russula emetica）はベニタケ科ベニタケ属ドクベニタケ節の小型から中型の毒キノコ。夏から秋に様々な森林下に発生する菌根菌。地方により、アカバツ（愛知県）、アカブシ（青森県）、ベニッコ（秋田県）の地方名でよばれている。
傘は赤からピンク色。肉は白色でとても辛く無臭。柄は白色。有毒成分を含む。本種は類似種が多いので同定が難しい。
毒キノコの識別法の誤った俗説として、縦に裂ければよい、派手な色のものは有毒などとするものが生じた背景にはドクベニタケの存在が大きかったと言われている。これはドクベニタケが、子実体が球状細胞から構成されていて裂こうとするとぼろぼろ崩れてしまうベニタケ科のキノコであること、また赤やピンクといった目立つ色をしていること、さらにいかにも毒キノコ然とした刺激に富んだ味に起因する。

## 形態・生態
菌根菌。子実体は、夏から秋にかけて、広葉樹やマツなどの針葉樹林、雑木林の林内地上に群生か散生する。比較的長い期間、さまざまな森でよく見られる。
子実体は傘と柄からなる。傘の径は3 - 10センチメートル (cm) 。傘は初めまんじゅう形で、のちに開いて丸山形となり、成菌になると周囲が反り返った扁平（浅い漏斗形）になる。傘の表面は淡い赤色から濃い赤色、雨に当たるか古くなると色褪せて白っぽくなる。周辺はやや粒溝状となる。傘表面の薄い皮はやや粘性があり、剥がしやすい。傘裏のヒダは白色からわずかにクリーム色で、やや疎らで柄に対して直生か離生する。
柄は長さ3 - 7 cmで、内部は海綿状でやわらかい。表面は白色で、浅く縦のしわがある。どの部分も辛みが強く、脆くて壊れやすい。傷をつけても変色しない。
ドクベニタケ科のキノコは分類が難しく、傘やヒダの色、柄の赤みの有無、匂いや噛んだときの絡みの有無で区別される。

## 食毒
かじると大変辛くて苦いので、とても食べられたものではなく、そのおかげで中毒例は少ないといわれる。食後30分から1時間ほどで、腹痛や下痢などの胃腸系の中毒症状が現れるとされる。ドクベニタケの食毒性については様々な議論がされており、辛さのために毒キノコと断定している図鑑もあれば、辛いが毒ではないと解説している文献もある。また、強烈な辛さのために食用には適さないと紹介する図鑑もあれば、日本国外では死亡例もある毒キノコだとも言われている。
ドクベニタケから検出されている毒成分は、ムスカリン類、溶血性タンパクが、その他の成分として、ルスプテリジン類（色素）、イソベレラール（刺激味物質）が含まれていることが知られている。中毒症状は、食べると数十分から3時間ほどで腹痛や激しい下痢など、コレラのような胃腸系中毒を引き起こし、重症化すると脱水、アシドーシス、けいれん、ショックなどの症状を起こす。ムスカリンを含むことから、発汗、呼吸困難などのムスカリン中毒症状を引き起こす可能性も指摘されている。
味は辛味があり、茹でて塩蔵すれば辛みが抑えられるとも言われるが明確ではない。スペインでは辛い味付けの料理に利用されている。外観がそっくりなキノコの例として、ヤブレベニタケや、チシオハツなどが挙げられるがいずれも食毒不明である。

## 類似するキノコ
ドクベニタケに似たベニタケ類のキノコは、種類が多いため同定が難しいことが多いといわれている。
よく似たニオイコベニタケ（Russula bella）は、柄に赤みがあり、かじったときに辛みがなく、カブトムシのような匂いがする。